# ヴィルフレド・パレート
ヴィルフレド・フェデリコ・ダマソ・パレート（Vilfredo Federico Damaso Pareto、1848年7月15日 - 1923年8月19日）は、イタリアの技師、経済学者、社会学者、哲学者。パレートの法則で知られる。

## 生涯
パレートは、1848年にパリで生まれた。パレートがイタリア国外で生まれた理由は、彼の父が、自由主義革命家マッツィーニの指導する青年イタリア党の革命運動に参加して官憲の追及を受けたため、パリに亡命して、その地でフランス人女性と結婚したためである。
パレートは当初、理数系の道を進み、トリノ工科大学で数学、物理学、建築学を修めた。卒業後は鉄道会社に技師として就職するが、父親の影響からか政治の世界への関心を強め、自由主義の立場から政府批判を展開し、積極的な政治活動を行った。その結果、社会的地位が脅かされるようになり、会社を退職して一時的にスイスで隠遁生活を送るようになる。
その後、ある自由主義経済学者の紹介によって純粋経済学の大家レオン・ワルラスと知り合い、ワルラスの影響から経済学の研究に分け入っていくことになった。やがて、その研究実績が認められ、1893年にワルラスの後任としてローザンヌ大学で経済学講座の教授に任命された。彼はそこで、経済学における一般均衡理論（ローザンヌ学派）の発展に貢献し、さらに厚生経済学という新たな経済学の分野を開拓した。
20世紀に至って、パレートの学問的な関心は経済学から社会学へと移って行き、それと同時に自由主義的・民主主義的な思想・運動への批判を強めていった。これは、彼の政治活動の失敗や自由主義・民主主義への幻滅によるものだとも考えられる。
第一次世界大戦後には、ジョルジュ・ソレルに招かれたこともある。ソレルの信奉者だったパレートはベニート・ムッソリーニを評価したため、彼の社会学理論はファシスト体制御用達の反動理論との批判を受けるようになった。フィリッポ・トゥラーティの主宰する雑誌に寄稿するなど社会主義者とも交流しており、ムッソリーニは社会主義者時代にパレートの講義を聴講したことがあった。
晩年において、病に冒されながらも精力的に社会学の体系化を試みるが、その途上、1923年に75歳でその生涯を閉じた。

## 経済学上の功績
- パレートは、ワルラスの均衡理論を発展させ、「パレート効率性（パレート最適）」という資源の生産および消費における最適かつ極限の状態を概念として提起したことで知られている。これは、一定量の資源を複数の人間が利用する場合において、個人の効用（満足度）が他者の効用を損なうことなく、極限まで高められた状態（配分について交渉を行う余地の無い状態）のことを意味している。つまり、「パレート効率性」とは、資源の有効活用の原理ということができる。

- さらに彼は、数理経済学の実証的な手法（統計分析）を用いて、経済社会における富の偏在（所得分布の不均衡）を明らかにした。これはパレートの法則とよばれている。この法則は、2割の高額所得者のもとに社会全体の8割の富が集中し、残りの2割の富が8割の低所得者に配分されるというものである。

- パレートは、このような概念によって、社会全体の福利の適正配分と効用の最大化を目指す経済政策を理論的に基礎づけ、厚生経済学におけるパイオニア的存在となった。

## 社会学上の功績
- パレートは、それまでの経済学における研究業績を応用し、実証主義的方法論に基づいて社会の分析を行っていった。もともと自然科学を出発点として経済学・社会学の分野へと進んだパレートは、実験と観察によって全体社会のしくみ、および変化の法則を解明しようとした。

- 特に、経済学における一般均衡の概念を社会学に応用し、全体社会は性質の異なるエリート集団が交互に支配者として入れ替わる循環構造を持っているとする「エリートの周流」という概念を提起したことで知られている。そしてパレートは、2種類のエリートが統治者・支配者として交代し続けるという循環史観（歴史は同じような事象を繰り返すという考え方）に基づいて、19世紀から20世紀初頭のヨーロッパで影響力を持っていた社会進化論やマルクス主義の史的唯物論（唯物史観）を批判した。

- さらに、人間の行為を論理的行為（理性的行為）と非論理的行為（非理性的行為）に分類し、経済学における分析対象を人間の論理的行為に置いたのに対し、社会学の主要な分析対象は非論理的行為にあると考えた。つまり現実の人間は、感情・欲求などの心理的誘因にしたがって行動する非論理的傾向が強く、しかも人間の非論理性が社会の構造を規定しているとみなしたのである。このような行為論は、その後アメリカの社会学者タルコット・パーソンズの社会システム論に影響を与えることになった。

- パレートは、初期の総合社会学にはない新しい視点に立ち、独自の社会学理論を構築したところから、マックス・ヴェーバーやエミール・デュルケームと並ぶ重要な社会学者の1人として位置づけられている。

## 主な著作
- 経済学講義（Cour d'Economie Politique, Laussanne. 1896）
- 一般社会学大綱（Trattato di sociologia generale. 1917-19）
- ヴィルフレド・パレート（北川隆吉、板倉達文、広田明訳）『社会学大綱』（現代社会学体系・青木書店）ISBN 4250870448